# Brillat-savarin (queso)
El Brillat-Savarin es un queso francés creado en la década de los años 1890 por la familia Dubuc cerca del municipio de Forges-les-Eaux (departamento del Sena Marítimo). Originalmente llevaba el nombre de Excelsior o Délice des gourmets siendo renombrado en los años 1930 en honor del político y célebre gastrónomo Jean Anthelme Brillat-Savarin.
Se trata de un queso de vaca de pasta fresca y corteza ligeramente fermentada. Muy cremoso (contiene un 75% de materia grasa) y de gusto dulce. Suele venderse en discos de 13 cm de diámetro y 3,5 cm de espesor de en torno a 500 gramos. 
Tras un periodo de envejecimiento de 12 días, suele consumirse bien frío.
Su producción hoy en día se extiende por las regiones de Borgoña y Normandía.